# Chromis westaustralis
Chromis westaustralis là một loài cá biển thuộc chi Chromis trong họ Cá thia. Loài này được mô tả lần đầu tiên vào năm 1976.

## Từ nguyên
Từ định danh westaustralis được đặt theo tên gọi của Tây Úc, nơi mà mẫu định danh của loài cá này được thu thập.

## Phạm vi phân bố và môi trường sống
C. westaustralis là một loài đặc hữu của vùng biển phía tây nước Úc, được phân bố từ quần đảo Recherche (Tây Úc) ngược lên phía bắc đến bãi cạn Evans (Lãnh thổ Bắc Úc).
C. westaustralis được quan sát và thu thập gần các rạn san hô và đá ngầm ở độ sâu khoảng từ 2 đến 75 m.

## Mô tả
C. westaustralis có chiều dài cơ thể lớn nhất được ghi nhận là 9 cm. Cơ thể có màu nâu nhạt, sẫm màu vàng lục ở lưng. Đuôi xẻ thùy, có dải màu sẫm ở các thùy đuôi. Có đốm trắng nằm ở phía cuối vây lưng và một đốm đen ở gốc vây ngực. Dải viền màu xanh lam óng dọc theo rìa vây lưng, vây hậu môn và vây đuôi.
Số gai ở vây lưng: 13; Số tia vây ở vây lưng: 11–12; Số gai ở vây hậu môn: 2; Số tia vây ở vây hậu môn: 10–11; Số tia vây ở vây ngực: 19–20; Số gai ở vây bụng: 1; Số tia vây ở vây bụng: 5; Số vảy đường bên: 17–20; Số lược mang: 29–33.

## Sinh thái học
Thức ăn của C. westaustralis có lẽ là động vật phù du như những loài cùng chi. Cá đực có tập tính bảo vệ và chăm sóc trứng; trứng có độ dính và bám vào nền tổ.